# برود ران (ویرجنیا)
برود ران (به انگلیسی: Broad Run) یک منطقهٔ مسکونی در ایالات متحده آمریکا است که در Fauquier County واقع شده‌است.